# زن ببری
زن ببری (انگلیسی: The Tiger Woman) یک فیلم در ژانر ماجراجویی به کارگردانی اسپنسر گوردون بنیت است که در سال ۱۹۴۴ منتشر شد. از بازیگران آن می‌توان به لیندا استیرلینگ اشاره کرد.